# Petit Futé
Le Petit Futé est un groupe d'édition français et une collection de guides touristiques français et internationaux. Ses publications sont éditées par les Nouvelles Éditions de l’Université.

## Histoire
La première édition du Petit Futé, un guide des bonnes adresses de la ville de Nancy, est publiée en 1976 par Dominique Auzias et Jean-Paul Labourdette, anciens élèves de HEC,,. Dès le départ, l'entreprise base sa stratégie commerciale sur l'insertion d'encarts publicitaires dans ses publications.
Afin de poursuivre son développement, en 1982, le groupe signe des contrats avec des sociétés de pays francophones tels que la Belgique et le Canada, leur permettant d'utiliser la marque et le fonds documentaire du Petit Futé. Son offre se développe avec la traduction de ses guides de voyage en Russie en 1996, puis, trois ans plus tard, en Chine. La marque Petit Futé est exploitée en Pologne à partir de 2006,.
En parallèle, le Petit Futé ouvre, en mars 2000, son site web, dont le chiffre d'affaires (CA) se monte à 5 673 318 €, fin 2017. L'activité internet de la marque s'étend aux applications mobiles en 2010, avec la mise à disposition de guides numériques sur les diverses plateformes de téléchargement d'applications. Selon l'un des cofondateurs du guide français, en 2016, la part de l'édition sur internet dans l'activité éditoriale de l'entreprise est de 90 % et correspond à une contribution de 20 % au CA.
En 2004, le groupe achète la maison d’édition Publibook (édition à compte d'auteur). Deux ans plus tard, naît le Petit Futé Magazine, bimestriel consacré aux vacances, aux loisirs et aux week-ends. L'année suivante, l'éditeur, spécialisé dans le tourisme, représente 8 % de parts du marché français de l'édition de guides de voyage, derrière Hachette (40 %, notamment avec son Guide du routard), Michelin (20 %), à égalité avec Gallimard et devant Lonely Planet (4 %). En 2009, il fait l'acquisition la Société des écrivains, éditeurs numériques. La même année, le groupe investit dans les Éditions Déclics, créées en 2002.
Au début des années 2010, les Nouvelles Éditions de l’Université — le Petit Futé — se hissent au premier rang des éditeurs indépendants français de guides de voyage, proposant 600 titres couvrant 186 pays. L'entreprise affiche un chiffre d'affaires dépassant les vingt millions d'euros et rassemble 300 salariés — dont 150 au siège de la société d'édition — qui élaborent ou mettent à jour, chaque année, cinq cents guides, dont trois cents présentent des destinations hors de France,,.
En 2016, l'éditeur, dont le titre le plus vendu atteint un tirage papier de 50 000 exemplaires, lance MyPetitFuté, un service permettant de composer son propre guide de voyage en fonction de ses envies,,.

## Collections du Petit Futé

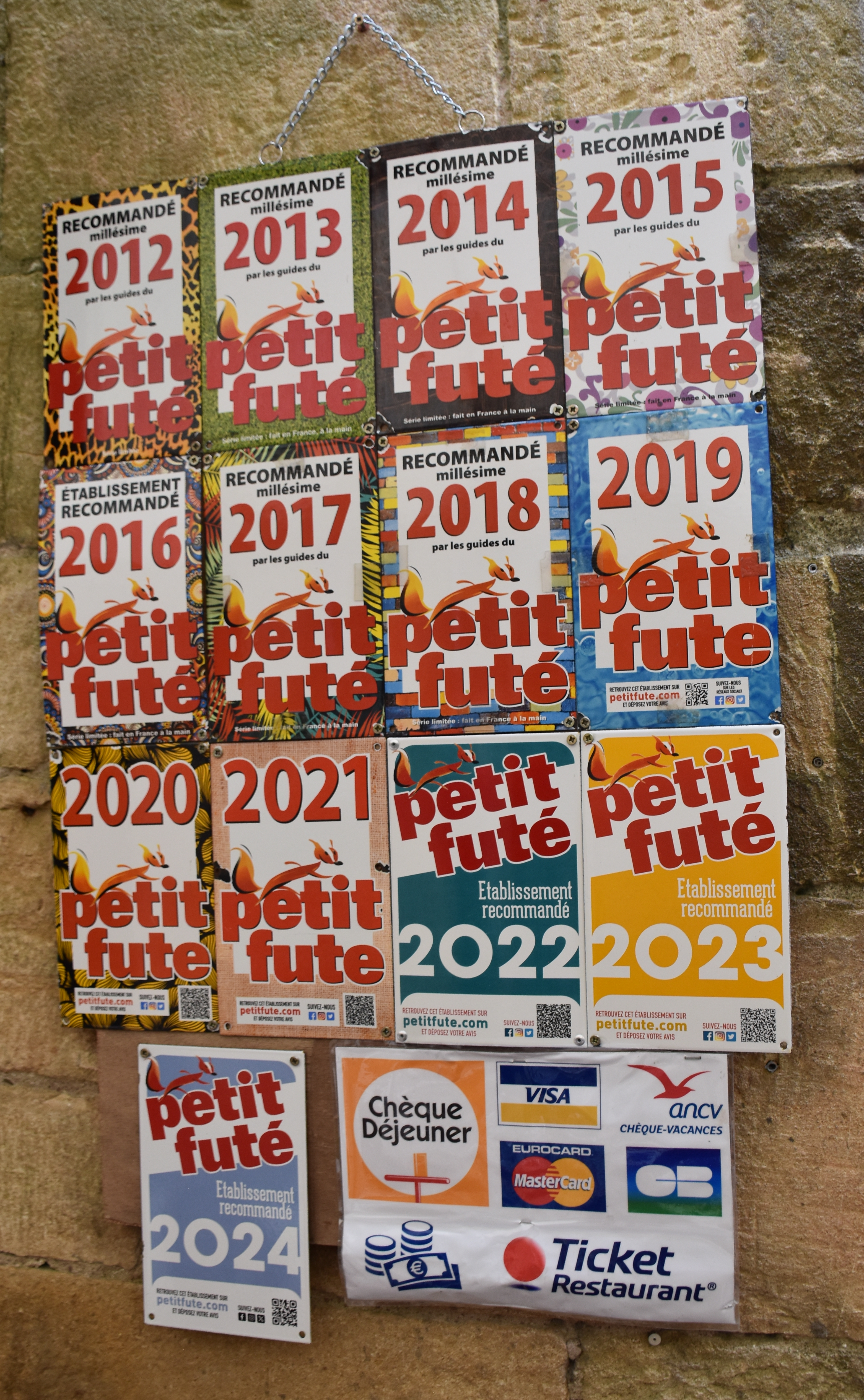
Le Petit Futé de 2012 à 2024 à Sarlat.

L'ensemble de la production éditoriale du Petit Futé, publié par les Nouvelles Éditions de l’Université, est réparti en différentes collections : les city-guides (villes françaises), les guides Départements de France, les guides régions de France, les country-guides (destinations à l'étranger), les city-guides monde (capitales et villes étrangères), les city-trips (pour des séjours urbains, branchés et de courte durée), les thématiques et les carnets de voyage. Le Petit Futé propose également une collection de livres sur les thématiques liées au tourisme, à la gastronomie ou à l'histoire. Il est également décliné en un magazine consacré aux vacances, voyages et loisirs associé à un site internet ou des applications mobiles.

## Multimédia

### Nintendo DS
En 2008, le Petit Futé étend son offre à la Nintendo DS en proposant 200 destinations dans Travel & Play, développé par Neko Entertainment et distribué par Bigben Interactive,.

### Readers, applications, eBooks
En 2016, le Petit Futé propose pas moins de 3 000 applications mobiles afin de rentabiliser sa base de données riche de cinq millions d'adresses, dont 199 559 noms de services d'hébergement.
En parallèle et dès 2011, le Petit Futé investit le domaine de l’eBook. Aujourd’hui, le groupe propose plus de 1 200 guides numériques et plus de 3 000 eBooks[réf. nécessaire]. 2014 voit naître les « Ebook futés », version physique de ces guides numériques,.

## Polémiques
En décembre 2005, le tribunal de commerce de Liège, en Belgique, a fait retirer du commerce l'édition liégeoise du Petit Futé, à la suite d'une plainte des propriétaires d'un hôtel de la cité Wallonne. Ceux-ci reprochaient aux rédacteurs du guide d'avoir dépeint leur établissement comme un hôtel de passe. En mars 2006, la Cour d'appel de Liège, en annulant le jugement du tribunal liégeois, a autorisé la mise en vente de l'ouvrage.
En 2008, lors de la parution de l'édition du Petit Futé Afghanistan, le porte parole du ministre français des Affaires étrangères s'est indigné des propos publiés dans le guide touristique et contre ce qu'il considérait comme un encouragement à se rendre dans ce pays, très dangereux, selon lui, et faisant partie de la « liste rouge » des pays déconseillés aux voyageurs. De son côté, le directeur de collection du Petit Futé a soutenu qu'il n' y avait ni provocation ni incitation à se rendre en Afghanistan, mais un ouvrage documentaire sur ce pays.
En août 2010, après la parution de l'édition 2009-2010 du guide consacré à l'Algérie, un journaliste du quotidien El Watan a accusé le Petit Futé de salir l'image de l'Algérie et du peuple algérien, citant les clichés véhiculés par l'ouvrage tels que « il est toujours normal pour un homme algérien de lever la main sur sa femme, sa petite amie, sa fille, sa sœur, etc. ». Pour sa défense, l'éditeur, assumant le contenu de sa publication, a rétorqué que cette édition, la quatrième du guide, a reçu l'approbation du bureau de la censure des autorités algériennes,.